# مکس امریک
مکس امریک (انگلیسی: Max Emmerich; ۱ ژوئن ۱۸۷۹ – ۲۹ ژوئن ۱۹۵۶) ورزشکار دو و میدانی و ژیمناست هنری و ورزشکار سه‌گانه اهل ایالات متحده آمریکا بود.